# Pozo de Darvazá

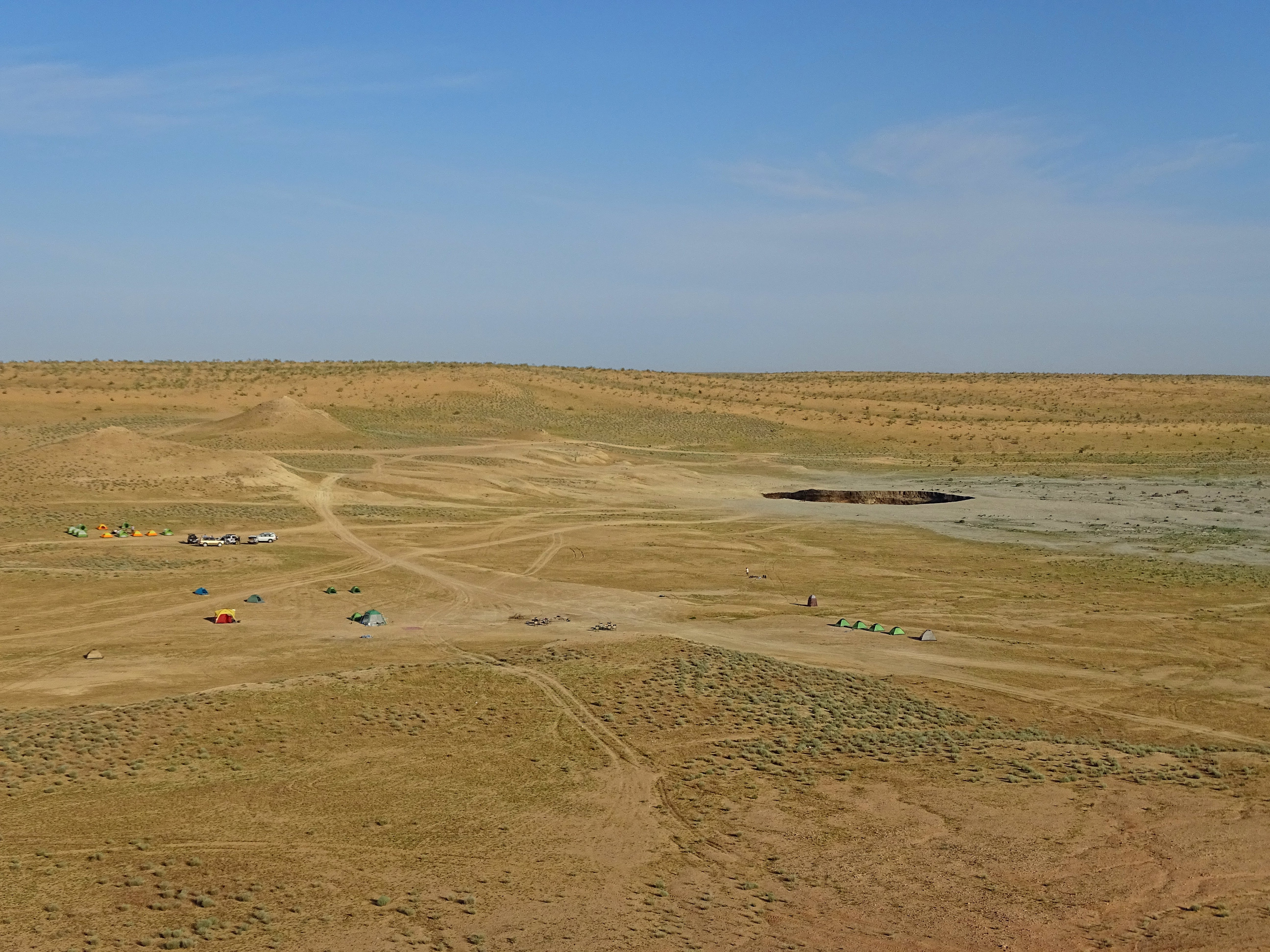
El cráter de gas Darvazá y el área circundante, incluido el lugar donde suelen estar las carpas, a unos cientos de metros al sur del cráter.

El pozo de Darvazá (en turcomano: Jähennem derwezesi, Җәхеннем дервезеси), también conocido como la «puerta al Infierno», es una antigua prospección de gas natural ubicada en el desierto de Karakum, cerca de la pequeña aldea de Darvazá, en Turkmenistán, a unos 260 km al norte de Asjabad. El desierto, que ocupa el 70 % del país o 350 000 km2, es muy rico en petróleo y gas natural. El cráter tiene un diámetro de entre 60 y 70 m y una profundidad de unos 30 m, y en su interior la temperatura es de 400 °C. El olor acre de la combustión del azufre impregna la zona.

## Historia
En 1971 durante unas obras de prospección de gas natural, geólogos soviéticos vieron cómo su equipo y sus tiendas eran tragados por la tierra accidentalmente. En realidad, habían descubierto una cueva subterránea llena de gas natural. Temiendo que el cráter ocasionara el escape de varios gases naturales peligrosos, el equipo decidió prenderle fuego, estimando que se extinguiría en algunos días. Sin embargo, desde entonces arde sin parar. Ha habido intentos por apagar el fuego, pero sin éxito.

## Turismo
En la era postsoviética, el cráter se ha convertido en una importante atracción turística, posiblemente ayudado en parte por la declaración de la zona como reserva natural en 2013. Una carretera tosca sin señalizar discurre hasta el cráter, en cuyas inmediaciones se han instalado varias yurtas.